# 860 Ursina
860 Ursina је астероид главног астероидног појаса са пречником од приближно 29,32 .
Афел астероида је на удаљености од 3,096 астрономских јединица (АЈ) од Сунца, а перихел на 2,494 АЈ. 
Ексцентрицитет орбите износи 0,107, инклинација (нагиб) орбите у односу на раван еклиптике 13,324 степени, а орбитални период износи 1706,953 дана (4,673 године). 
Апсолутна магнитуда астероида је 10,26 а геометријски албедо 0,161.
Астероид је откривен 22. јануара 1917. године.